# Filico de Córcira
Filico o Filisco de Córcira fue un poeta y trágico de la Antigua Grecia que vivió en un marco temporal que se puede situar entre fines del siglo IV a. C. y mediados del siglo III a. C. Fue uno de los que componían la llamada pléyade trágica.

## Cronología
Acerca de la cronología en la que se sitúa, el dato más preciso que se ha transmitido se basa en el historiador Calíxeno de Rodas que —a través de informaciones que se recogen en la obra de Ateneo— describió una procesión organizada por Ptolomeo Filadelfo donde participó Filico. La datación de esta procesión es situada por los estudiosos en un arco de unos 10 años, entre 279 y 270 a. C., por lo que se supone que el florecimiento de Filico fue en la primera mitad del siglo III a. C.

## Datos biográficos
Era hijo de un tal Filotas y natural de la isla de Córcira. Desarrolló su labor literaria en Alejandría durante el reinado de Ptolomeo Filadelfo. Plinio ofrece el dato de que el pintor Protógenes realizó un retrato de Filico, si bien existen dudas sobre si Plinio al hablar de Filico se refería a Filico de Córcira o a un poeta de Egina del mismo nombre, autor de comedia media, llamado Filisco de Egina. Protógenes estuvo activo a fines del siglo IV a. C. pero no se sabe cuándo murió, por lo que no se descarta que pudiera hacer un retrato de Filico en sus últimos años. En ese caso es muy probable que Filico estuviera en la isla de Rodas, donde estuvo activo Protógenes. 
Además hay una inscripción procedente de Cos que fue escrita por un Filisco, pero en este caso la atribución a Filisco de Córcira es bastante incierta.
Además de autor de tragedias se cree que Filico pudo tener un papel importante dentro de una corporación egipcia de artistas de teatro profesionales llamada τεχνῖται, en la que fue sacerdote de Dioniso.
En la Antología Palatina hay un epigrama anónimo dedicado a Filico que fue compuesto probablemente a modo de epitafio tras la muerte del poeta. En él, el autor del epigrama equipara a Filico con Demódoco, el aedo citado por Homero en la Odisea.

## Obra
Según la Suda, compuso 42 tragedias que no se han conservado; ni siquiera hay seguridad en la atribución de algunos de los títulos, de los que se duda si deben ser atribuidos al autor de Córcira o al de Egina.
El único texto de Filico del que han quedado fragmentos es de un Himno a Deméter, gracias a un papiro hallado casualmente en Egipto. Anteriormente solo se conocían dos versos del mismo que habían sido transmitidos de forma indirecta por Hefestión. La obra fue escrita en hexámetros coriámbicos y trata del mito del secuestro de la hija de Deméter, Perséfone, por Hades. En él también hay referencias a los misterios de Eleusis y al culto que se daba a Deméter.